# Flugunfall einer F-84G in Ruppichteroth 1955
Am 23. September 1955 stürzte ein Kampfflugzeug vom Typ Republic F-84G in Ruppichteroth-Ahe (Nordrhein-Westfalen) ab.
Das Jagdflugzeug mit der Dienst-Seriennr. „FZ 139“ der 2. Jagdstaffel, 2. Geschwader der belgischen Streitkräfte startete in Florennes, um einen simulierten Angriff auf eine britisch-belgische Militärübung in Ruppichteroth zu fliegen. In Ruppichteroth-Ahe flog das Flugzeug mit dem Piloten Jacques Jouvenaux einen Scheinangriff gegen einen Lkw des 4. belgischen Transport-Bataillons aus Köln-Ehrenfeld. Er flog dabei zu tief an und kollidierte mit einem Leitungsmast.
Die F-84G explodierte mitten in der Ortschaft Ahe, wobei der Pilot zu Tode kam. Vier Häuser wurden völlig zerstört, vier andere teilweise, wobei eine Bewohnerin leicht verletzt wurde.